# Strange news
Strange news is het tweede studioalbum van Dave Cartwright na meer dan 25 jaar stilte. Het bevat een aantal liedjes die hij al jaren op de plank had liggen, maar die tot dan toe niet {commercieel) waren uitgegeven. Ook in 2009 vond uitgave plaats in een kleine oplage, want een platenlabel heeft Cartwright niet; Luna Records is van hemzelf. 

## Muziek
| Nr. | Titel                                      | Duur |
| --- | ------------------------------------------ | ---- |
| 1.  | Amblecote (instrumentaal, naar zijn jeugd) |      |
| 2.  | Just another day                           |      |
| 3.  | You know me much too well                  |      |
| 4.  | Purify                                     |      |
| 5.  | The cold light of day                      |      |
| 6.  | In your drams                              |      |
| 7.  | Love is all we need                        |      |
| 8.  | Songsbirds                                 |      |
| 9.  | Cathedrals                                 |      |
| 10. | Johnny Dean                                |      |
| 11. | For my country                             |      |
| 12. | Coimbra                                    |      |
| 13. | When I die                                 |      |
| 14. | Moon of sighs                              |      |
| 15. | The mirror                                 |      |
| 16. | Cats don’t care                            |      |
| 17. | Ned o’ the hill                            |      |